# Chromosom 22 (Mensch)

Idiogramm des menschlichen Chromosoms 22

Chromosom 22 ist eines von 23 Chromosomen-Paaren des Menschen. Ein normaler Mensch hat in den meisten seiner Zellen zwei weitgehend identische Kopien dieses Chromosoms. 

## Entschlüsselung des Chromosoms 22
Das Chromosom 22 besteht aus 49,7 Millionen Basenpaaren. Ein Basenpaar ist die kleinste Informationseinheit der DNS. Das Chromosom 22 enthält etwa 1,5 bis 2 % der gesamten DNA einer menschlichen Zelle. Es ist das zweitkleinste menschliche Chromosom. Die Identifizierung der Gene auf diesem Chromosom ist der Teil eines laufenden Prozesses zur Entschlüsselung des menschlichen Erbgutes. Auf dem Chromosom 22 befinden sich zwischen 500 und 800 Gene. Bisher sind 508 davon bekannt.
Das Chromosom 22 war das erste menschliche Chromosom, das vollständig sequenziert wurde.

## Bekannte Gene auf dem Chromosom 22
Das Chromosom 22 enthält unter anderem folgende Gene:
- MYH9: Myosin, heavy chain 9
- H1F0: Histon H1
- CPT1: Carnitin Palmityltransferase 1

## Medizinische Bedeutung

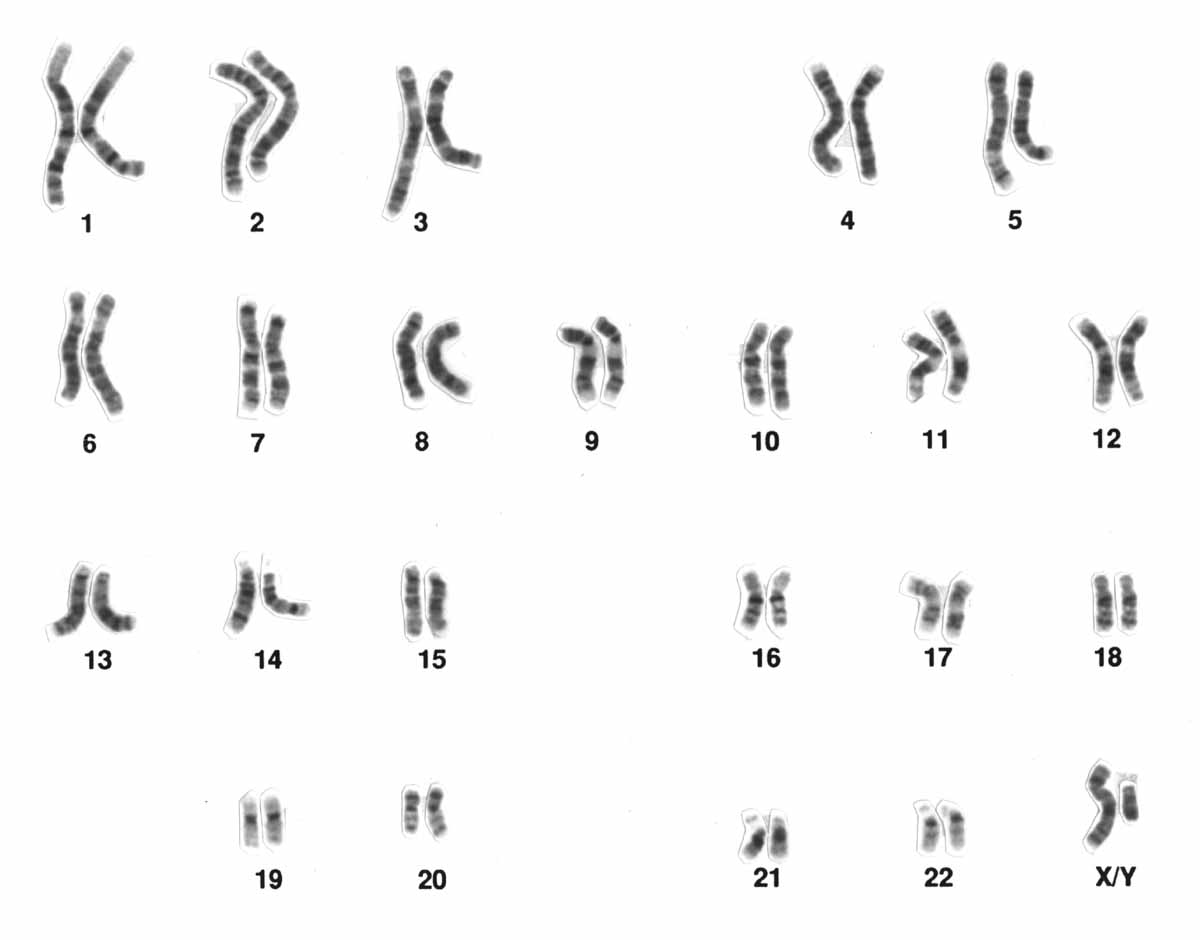
Die 46 Chromosomen des Menschen

Mit den auf dem Chromosom 22 befindlichen Genen werden folgende genetisch bedingten Krankheiten oder Symptome in Verbindung gebracht. Dies sind unter anderem:
- Atypischer teratoider/rhabdoider Tumor
- Bernard-Soulier-Syndrom Typ B
- Burkitt-Lymphom
- CDAGS-Syndrom
- Epstein-Syndrom
- Fechtner-Syndrom
- Fibromyalgie
- Glioblastom
- Kanzaki-Krankheit
- Karak-Syndrom
- Katzenaugen-Syndrom
- May-Hegglin-Anomalie
- Mikrodeletionssyndrom 22q11
- Neurofibromatose Typ 2
- Phelan-McDermid-Syndrom
- Rubinstein-Taybi-Syndrom
- Schindler-Krankheit (Typ I und III)
- Sebastian-Syndrom
- neutrophile Immundefizienzsyndrom (NIDS)
- Schwannomatose
- Sorsby Fundusdystrophie
- Rhabdoid-Prädispositions-Syndrom
- Transcobalamin Typ II
- Trisomie 22
- Zellweger-Syndrom